# インドネシア鉄道EA203系電車
インドネシア鉄道EA203形電車（インドネシアてつどうEA203がたでんしゃ、インドネシア語：Kereta Rel listrik INKA seri EA203）は、PT KAI(インドネシア鉄道会社)がKAIコミューター(KCI)で2017年から導入している一般形車両である。

## 車両概説
PT INKAとボンバルディア・トランスポーテーションと共同でスカルノ・ハッタ空港線用に開発された車両である。空港鉄道の運営会社であるPT KAI(インドネシア国鉄)とスカルノ・ハッタ国際空港を運営するPT アンカサ・プラ・インドネシアの合弁会社 PT Railink (KAIバンダラ) が、6両10編成を導入した。2017年8月に第1編成が、PT INKAのマディウン工場から落成した。2023年1月1日、KAIコミューターはKAIバンダラからの運営移管から、当形式の移管購入を決定し、この契約は2022年12月30日に締結された。車両愛称は Basoetta と呼ばれている。
外観デザインは、一般的な特急列車のような流線型となっており、塗装は白地にオレンジと青のストライプが描かれており、PT Railink のコーポレートカラーを採用している。客席窓周りは最新車両と同様に黒色で統一されており、高級感を強調させている。行先表示装置にはLEDを採用している。
内装デザインは白を基調とし、助手席は灰色と黒っぽい灰色の合成皮革製となっている。固定座席であり、PT KAI(インドネシア国鉄)の最新のエコノミー客車と同様となっており、 車両半分の座席は下り方向を向いており、残り半分の座席は上り方向となっている。バリアフリー対応であり、専用の座席も用意されている。各車両には荷物棚とトイレがあり、座席列の両端にはテレビが4つ設置されている。
走行機器にはボンバルディア・トランスポーテーション社製のIGBT素子VVVFインバータ制御(MITRACシリーズ)が採用されており、導入当時ではボンバルディア社が製造した走行機器の中で最新型である。他のINKA製車両にも採用されているTMSが使用されている。先頭車両にTB-914型、中間車にはMB-514型のボルスタレス台車を使用されている。日本製車両の203系や205系のTR235D/TR241B/TR246EやDT50D台車と形状が類似している。INKAが製造する従来車両とは違い、日本製車両と同様の円錐積層ゴム式の採用により、防音性能が高まっている。

## 編成表
|          | 編成       |            |            |            |            |            |
| 車両     | 1 (TC)     | 2 (M1)     | 3 (M2)     | 4 (M1)     | 5 (M2)     | 6 (TC)     |
| TS1編成  | K1 1 17 07 | K1 1 17 08 | K1 1 17 09 | K1 1 17 10 | K1 1 17 11 | K1 1 17 12 |
| TS2編成  | K1 1 17 13 | K1 1 17 14 | K1 1 17 15 | K1 1 17 16 | K1 1 17 17 | K1 1 17 18 |
| TS3編成  | K1 1 17 19 | K1 1 17 20 | K1 1 17 21 | K1 1 17 22 | K1 1 17 23 | K1 1 17 24 |
| TS4編成  | K1 1 17 25 | K1 1 17 26 | K1 1 17 27 | K1 1 17 28 | K1 1 17 29 | K1 1 17 30 |
| TS5編成  | K1 1 17 31 | K1 1 17 32 | K1 1 17 33 | K1 1 17 34 | K1 1 17 35 | K1 1 17 36 |
| TS6編成  | K1 1 17 37 | K1 1 17 38 | K1 1 17 39 | K1 1 17 40 | K1 1 17 41 | K1 1 17 42 |
| TS7編成  | K1 1 17 43 | K1 1 17 44 | K1 1 17 45 | K1 1 17 46 | K1 1 17 47 | K1 1 17 48 |
| TS8編成  | K1 1 17 49 | K1 1 17 50 | K1 1 17 51 | K1 1 17 52 | K1 1 17 53 | K1 1 17 54 |
| TS9編成  | K1 1 17 55 | K1 1 17 56 | K1 1 17 57 | K1 1 17 58 | K1 1 17 59 | K1 1 17 60 |
| TS10編成 | K1 1 17 61 | K1 1 17 62 | K1 1 17 63 | K1 1 17 64 | K1 1 17 65 | K1 1 17 66 |

## ギャラリー

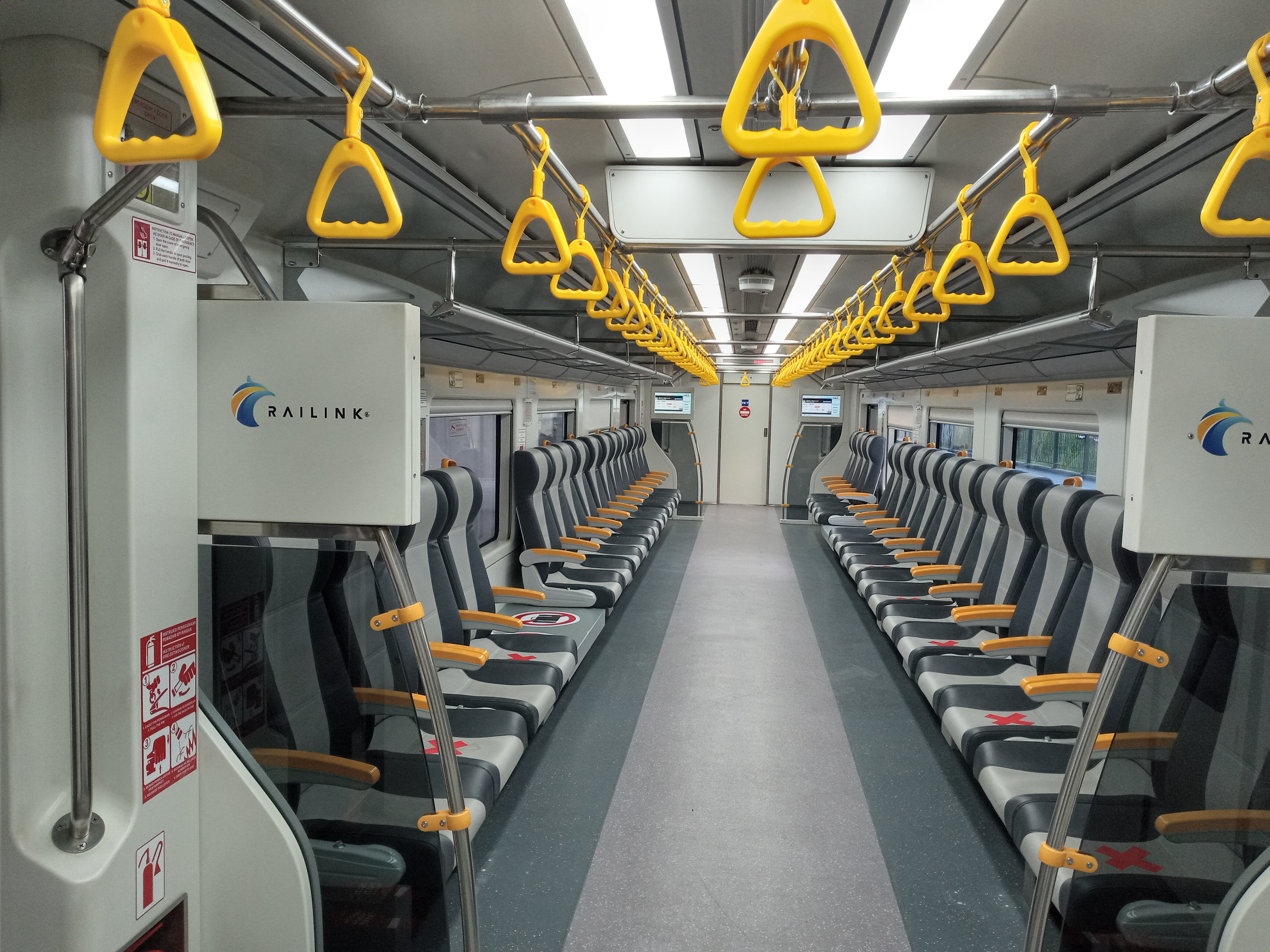
プレミアムクラスの車内
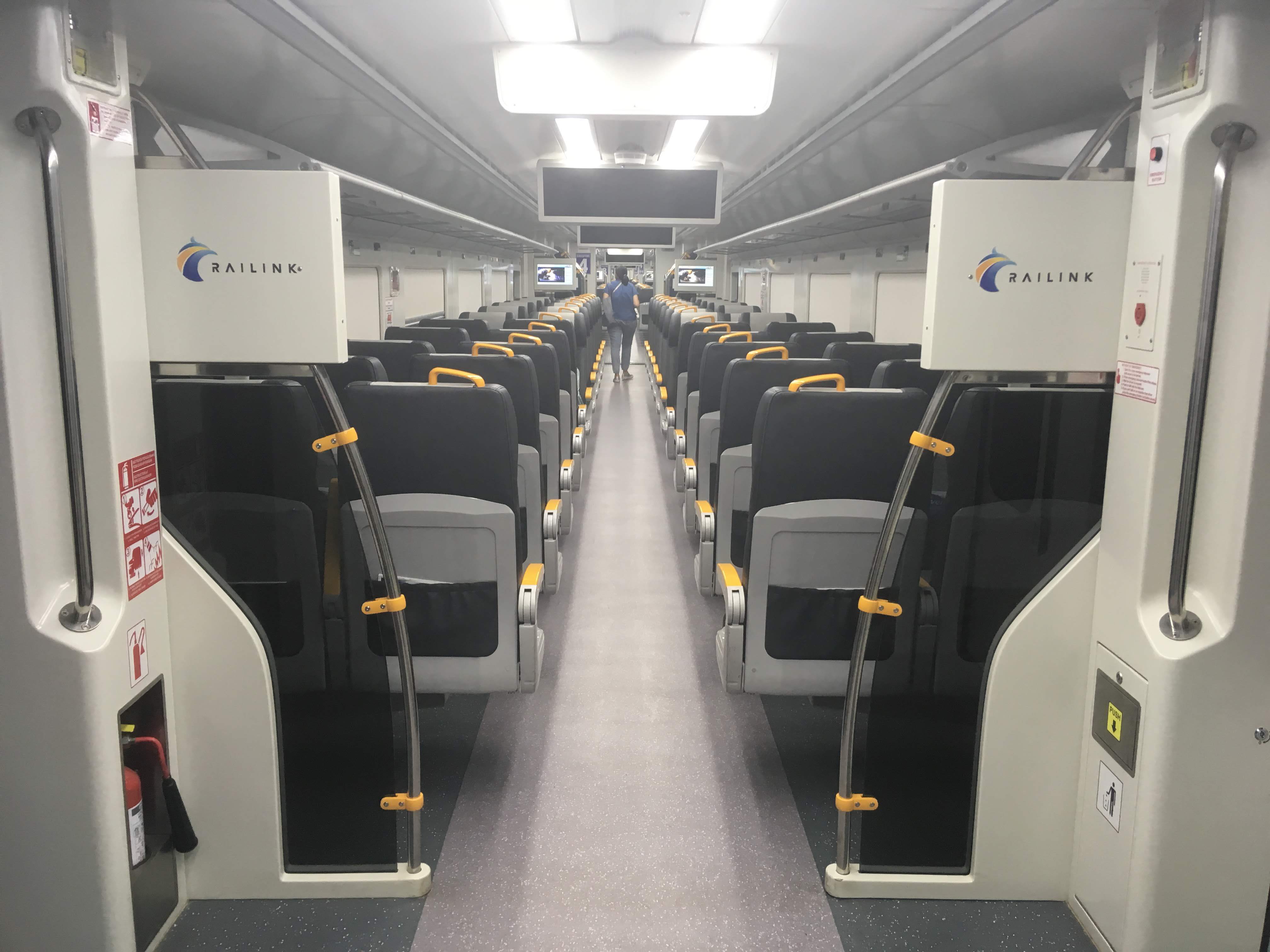
車内
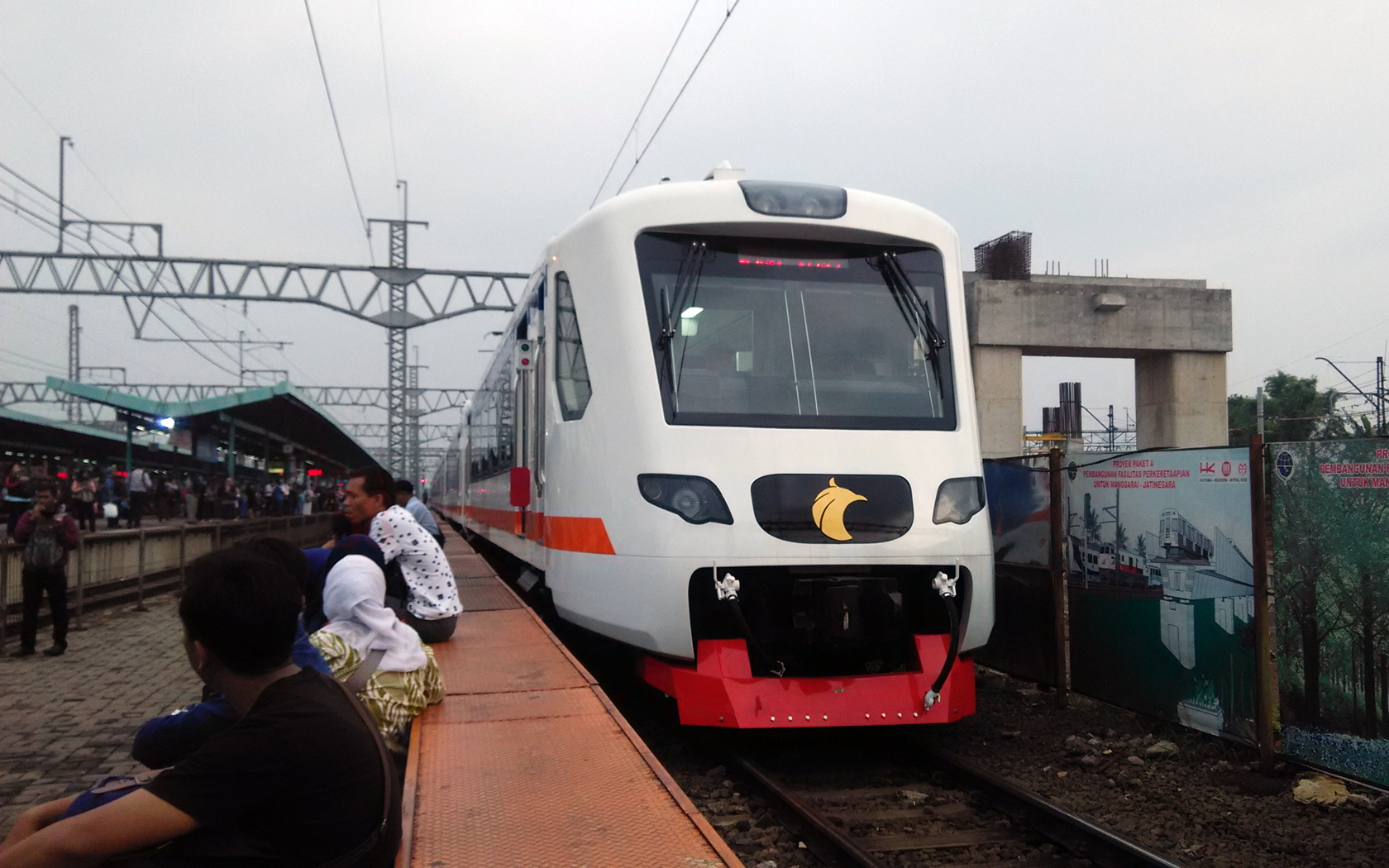
試験走行中のEA203系電車

## 関連記事
- PT KAI(インドネシア鉄道会社) - KAIコミューター - KRLコミューターライン
- EA201系電車（KRL-I系）
- EA202系電車（KfW I-9000系）
- EA207系電車（CLI-225系）
- ME204形気動車 - 当形式がベースとなっている。